# سیارک ۷۸۰۶
سیارک ۷۸۰۶ (به انگلیسی: 7806 Umasslowell، نامگذاری:1971UM) هفت هزار و هشتصد و ششمین سیارک کشف شده‌است که در ۲۶ اکتبر ۱۹۷۱ کشف شد.